# Overpowered (album)
Overpowered is het tweede soloalbum van Ierse zangeres Róisín Murphy, uitgebracht via EMI Records op 15 oktober 2007. Uit het album zijn reeds 2 succesvolle singles verschenen: "Overpowered" en "Let Me Know". Eind maart 2008 werd de derde single, "You Know Me Better", uitgebracht. De vierde single, "Movie Star", staat klaar voor een release in de zomer.

## Cover
De foto voor de cover van het album werd genomen door Scott King en Jonathan De Villiers.

## Tracklist
| #   | Titel                          | Lengte |
| --- | ------------------------------ | ------ |
| 1.  | "Overpowered"                  | 5:07   |
| 2.  | "You Know Me Better"           | 4:17   |
| 3.  | "Checkin' On Me"               | 4:39   |
| 4.  | "Let Me Know"                  | 5:09   |
| 5.  | "Movie Star"                   | 4:01   |
| 6.  | "Primitive"                    | 4:50   |
| 7.  | "Footprints"                   | 3:37   |
| 8.  | "Dear Miami"                   | 3:40   |
| 9.  | "Cry Baby"                     | 5:54   |
| 10. | "Tell Everybody"               | 3:51   |
| 11. | "Scarlet Ribbons"              | 5:35   |
| 12. | "Body Language" (Bonus track)  | 4:39   |
| 13. | "Parallel Lives" (Bonus track) | 4:22   |
| 14. | "Pandora" (iTunes bonustrack)  | 3:56   |

## B-kanten
| B-kant           | Lengte | A-kant               |
| ---------------- | ------ | -------------------- |
| "Foolish"        | 3:28   | "Overpowered"        |
| "Sweet Nothings" | 3:44   | "Overpowered"        |
| "Sunshine"       | 3:08   | "Let Me Know"        |
| "Unlovable"      | 3:56   | "Let Me Know"        |
| "Keep It Loose"  | 3:34   | "You Know Me Better" |
| "Pandora"        | 3:56   | "You Know Me Better" |

## Overige nummers
| Titel           | Lengte |
| --------------- | ------ |
| "Modern Timing" | 4:28   |

"Modern Timing" werd gratis weggegeven via Murphy's officiële website.
| Titel        | Lengte |
| ------------ | ------ |
| "Off And On" | 3:44   |

"Off And On" lekte uit op het web en haalde het album niet. Het nummer was een Calvin Harris-productie. Het nummer werd doorgegeven aan Britse zangeres Sophie Ellis-Bextor voor haar vierde album.
| Titel                              |
| ---------------------------------- |
| "Don't Let It Go To Your Head Boy" |
| "Earn It"                          |

Deze nummers haalden het album niet.

## Charts
| Land                | Hoogste positie |
| ------------------- | --------------- |
| België (Vlaanderen) | 4               |
| België (Wallonië)   | 34              |
| Duitsland           | 57              |
| Europa              | 30              |
| Finland             | 28              |
| Ierland             | 51              |
| Nederland           | 13              |
| Oostenrijk          | 35              |
| Polen               | 16              |
| Verenigd Koninkrijk | 20              |
| Zwitserland         | 32              |